# Fridsfurste, statt oss bi
Fridsfurste, statt oss bi är en svensk psalm från 1700-talet.

## Historik
Fridsfurste, statt oss bi är en svensk psalm som finns med i psalmboken Mose och Lambsens wisor från 1717. En version på Fridsfurste, statt oss bi med tre verser av August Olsson (1889–1977) i Backaryds socken, upptecknades 1971 av Gunnar Ternhag. Den publicerades 2021 i boken Folkliga koraler från södra Sverige.

## Publicerad i
- Mose och Lambsens wisor under rubriken Om andelig waksamhet.[1]
- Folkliga koraler från södra Sverige som nummer 57 Fridsfurste, statt oss bi.[1]